# Burg Höft
Die abgekommene Burg Höft ist eine abgegangene Wasserburg in der Gemeinde Gaspoltshofen im Bezirk Grieskirchen von Oberösterreich (vermutlich an der Stelle der katholischen Filialkirche hl. Margaretha).

## Geschichte
Die Burg ist 1109 als Ansitz erstmals beurkundet; der Sitz war ursprünglich durch einen Teich geschützt. Erbauer der kleinen Wasserburg waren die Stiller von Still und Heft, ein freies bayerisches Adelsgeschlecht. Der erste urkundlich genannte Stiller war ein Udalschalk, der 1109 das Stift Seitenstetten gründete und dazu auch Güter zu Höft widmete. Auch 1120 tritt dieser gemeinsam mit Adalo von Stille als Zeuge einer Schenkung an das Stift St. Nicola auf. 1130 wird ein Egino de stille in einer Urkunde genannt und um 1140 ist des edle Mann Gozolg (Gozlodus nobilis homo de stillin) den Stillern zuzurechnen. Weitere Stiller waren: Dietmar und Luitpold von Stille (1180), Otto et otaker de stille (1215–1228), Ministeriale der Starhemberger, miles Heinrich von Stille (1264, 1268). Helmhart de stille erhielt vom Hochstift Passau den Meierhof zu St. Georgen bei Grieskirchen; er nannte sich 1255 erstmals Helmhardus de sanct Georgio. Dieser Helmhart wird als Stammvater der Jörger angesehen. Der Besitz im Hausruck wurde vom Kloster Seitenstetten unter dem Amt Heft zusammengefasst. 1493 wurde das Amt Heft an Kaspar Pergheimer zu Würting verkauft.
Vom Kloster wurden Amtleute zur Verwaltung eingesetzt, der Seitenstetter Amtmann Hans nennt sich 1432 bereits von Heft. Dieser gilt als Stammvater der Hefter, die für 133 Jahre hier ansässig blieben. Als Hefter sind bekannt: Hans von Heft (1432), Wolfgang I von Heft (1465), Michael Hefter zu Heft, Benedikt Hefter zu Heft (1527) und Wolfgang II Hefter zu Heft (1565). 1565 kaufte Achaz Innerseer, ein Vetter des Wolfgang, den Besitz von den Heftern. Mitte des 16. Jahrhunderts war dieser Familienzweig ohne männliche Nachkommen und so ging der Besitz an Hans Adam Innerseer von Schmiding aus einer Seitenlinie. Er nannte sich zu Schmieding, Innersee und Höft. Der weitere Erbe Hans Paul († um 1600) musste 1595 Schmieding und Innersee verkaufen und es blieb ihm und seiner Gattin nur mehr Höft.
1620 wurde der baufällige adelige Ansitz Höft, der  nach dem Tode Hans Paul Innerseers nicht mehr bewohnt worden war, bei der Besetzung Oberösterreichs durch die Soldaten von Herzog Maximilian von Bayern niedergebrannt. In der Folge wurde das verbliebene Gemäuer abgetragen und der Weiher des Wasserschlosses zugeschüttet. Um 1650 gelangte die Herrschaft Höft an Aistersheim.

## Burg Höft heute
Die Stelle des Edelsitzes Höft wird im lokalen Sprachgebrauch immer noch „Schloss“ genannt. Östlich der Lagestelle der Filialkirche Hl. Margarete, die auf einem kleinen Hügel steht, ist vermutlich der ursprüngliche Sitz der Hefter anzunehmen. Die Niederungsanlage selbst wurde Ende des 20. Jahrhunderts gänzlich eingeebnet.